# Jongen met een fruitmand
Jongen met een fruitmand (Italiaans: Fanciullo con canestro di frutta) is een schilderij van Caravaggio uit 1593-95. Het maakt deel uit van de collectie van de Galleria Borghese in Rome.

## Geschiedenis
Het schilderij stamt uit het begin van Caravaggio's verblijf in Rome. Mogelijk stond zijn vriend en metgezel, de Siciliaanse schilder Mario Minniti, model voor de jongen op het schilderij. In 1607 bevond het doek zich samen met De zieke Bacchus en Jongen die een vrucht pelt in het schildersatelier van Giuseppe Cesari, die ook bekend staat als Cavaliere d'Arpino. Het kan daarom gemaakt zijn in de tijd dat Caravaggio voor d'Arpino werkte, maar kan ook dateren uit een iets latere periode toen Caravaggio en Minniti de werkplaats van Cavalier d'Arpino hadden verlaten (januari 1594) om hun eigen weg te vinden in de Romeinse kunstwereld. De drie schilderijen werden om fiscale redenen gevorderd van Cavaliere d'Arpino door afgezanten van Paulus V. De paus gaf de schilderijen cadeau aan zijn neef kardinaal Scipione Borghese, een bekende en fervent kunstverzamelaar.  

## Voorstelling
De jongen is gekleed in een eenvoudig wit overhemd met vakkundig geschilderde plooien. Zijn rechterschouder en het grootste deel van zijn nek blijven onbedekt. Sensueel houdt hij een mand vast vol met allerlei soorten fruit, zoals druiventrossen, appels, peren, vijgen en granaatappels. Dit stilleven met een grote chromatische rijkdom, is een bewijs van het meesterschap van de schilder en zijn artistieke opvoeding in Lombardije waar hij kennis had gemaakt met dit genre. 
Een belangrijk kenmerk van het schilderij is het extreme realisme waarmee Caravaggio elk detail weergeeft. De jongen is niet geïdealiseerd en ook de vruchten zijn geschilderd met alle onvolkomenheden die in de natuur voorkomen. Dit schilderij laat ten slotte zien dat Caravaggio zich de invloed van verschillende kunstenaars eigen had gemaakt, zoals Lorenzo Lotto, Vincenzo Campi, Ambrogio Figino en Titiaan. 
Een stilleven was vaak bedoeld als een vanitas, een reflectie op de onverbiddelijkheid van het verstrijken van de tijd, de vergankelijkheid van het leven en de vergankelijkheid van wereldse goederen. Het is niet zeker of Caravaggio ook de bedoeling had om een symbolisch of allegorisch werk te maken. Het kan ook gaan om een stijloefening van de jonge schilder om zijn talent tentoon te spreiden.
In Milaan moet Caravaggio gelegenheid gehad hebben om de schilderijen met marktscènes van Vincenzo Campi te zien met een overdaad aan groente en fruit, die een overduidelijk erotische ondertoon hadden. In dezelfde stad schilderde Ambrogio Figino ook stillevens, maar hier is van erotische symboliek geen sprake en is vanitas het belangrijkste thema. Een sprekend voorbeeld is Metalen bord met perziken en wijnbladeren uit het einde van de zestiende eeuw. In Rome werden deze voorbeelden nagevolgd. Een voorbeeld hiervan is het schilderij Bloemen, Fruit, Groenten en twee Hagedissen (circa 1593) dat ook in beslag werd genomen bij Cavaliere d'Arpino en wordt toegeschreven aan de Meester van Hartford. 
Caravaggio lijkt meer aandacht te hebben besteed aan het vanitas-thema, bijvoorbeeld in de Fruitmand uit de Biblioteca Ambrosiana. De erotische allegorie is hem echter niet vreemd. De jongen heeft een lome en vrouwelijke uitdrukking, zijn schouder is bloot, zijn mond is halfopen en zijn lippen rood. In een homo-erotische interpretatie van het schilderij biedt de jongen niet het fruit aan, maar zichzelf. 
Sebastian Schütze wijst op het verband met het beroemde schilderij van Zeuxis van een jongen met een druiventros (puerum uvas ferentem) dat Plinius in zijn Naturalis historia beschrijft. Net als Hermann Fiore denkt hij dat de kunstenaar ook de Latijnse traditie van xenia in gedachten hield, geschenken in de vorm van fruit en groenten die aan gasten werden aangeboden in aristocratische Romeinse huizen. Ten slotte is het ook mogelijk dat de jongeman een personificatie van de god Vertumnus voorstelt.

## Afbeeldingen

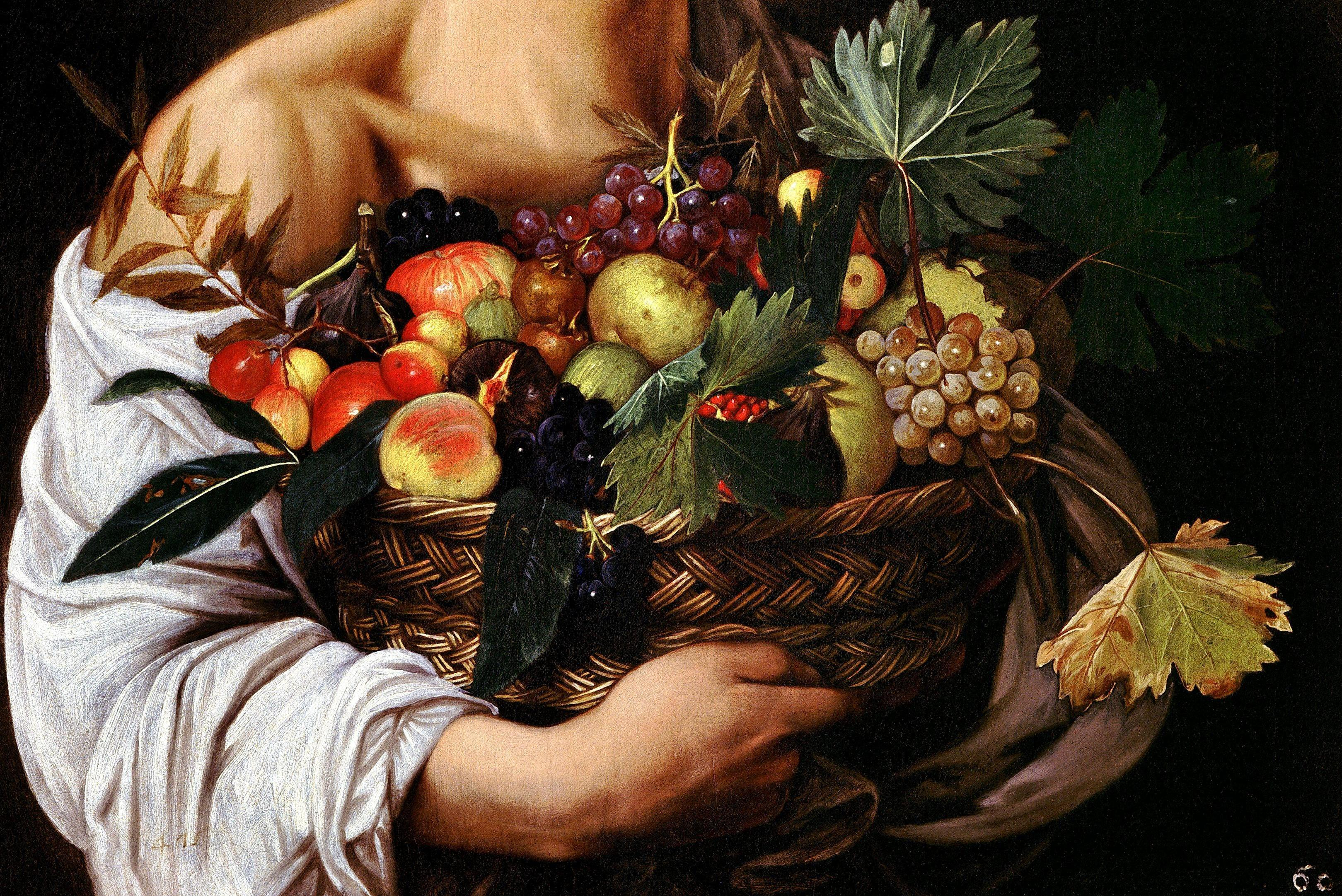
Detail
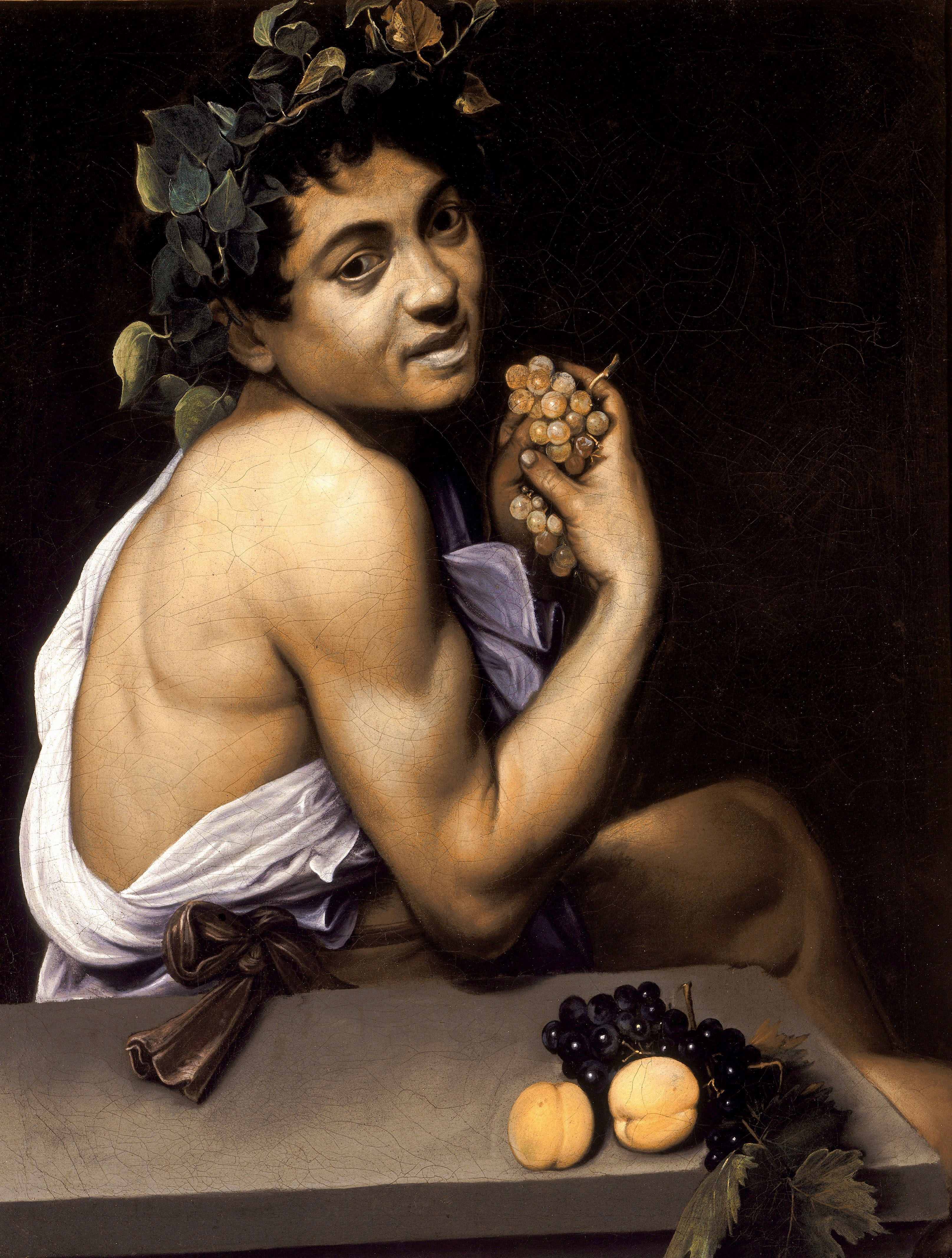
De zieke Bacchus
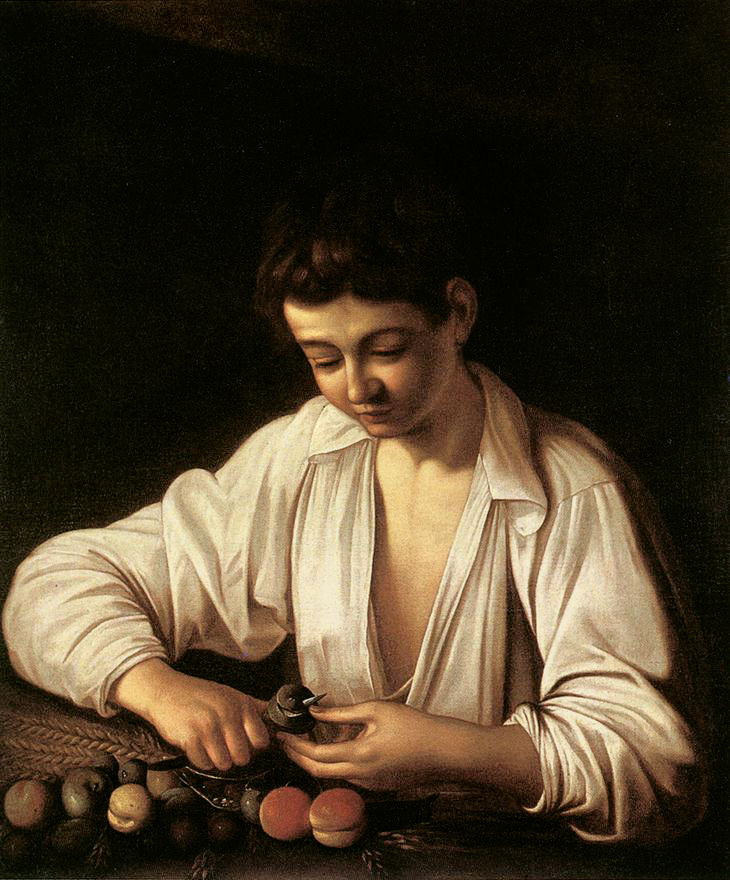
Jongen die een vrucht pelt
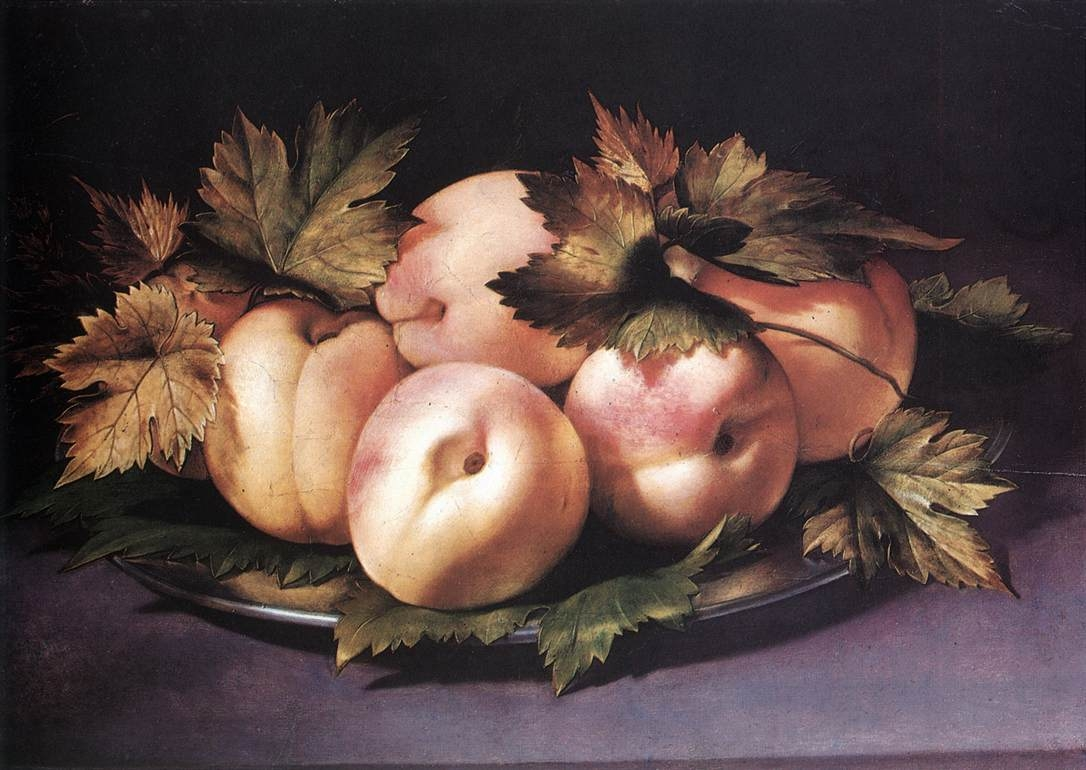
Metalen bord met perziken en wijnbladeren - Ambrogio Figino
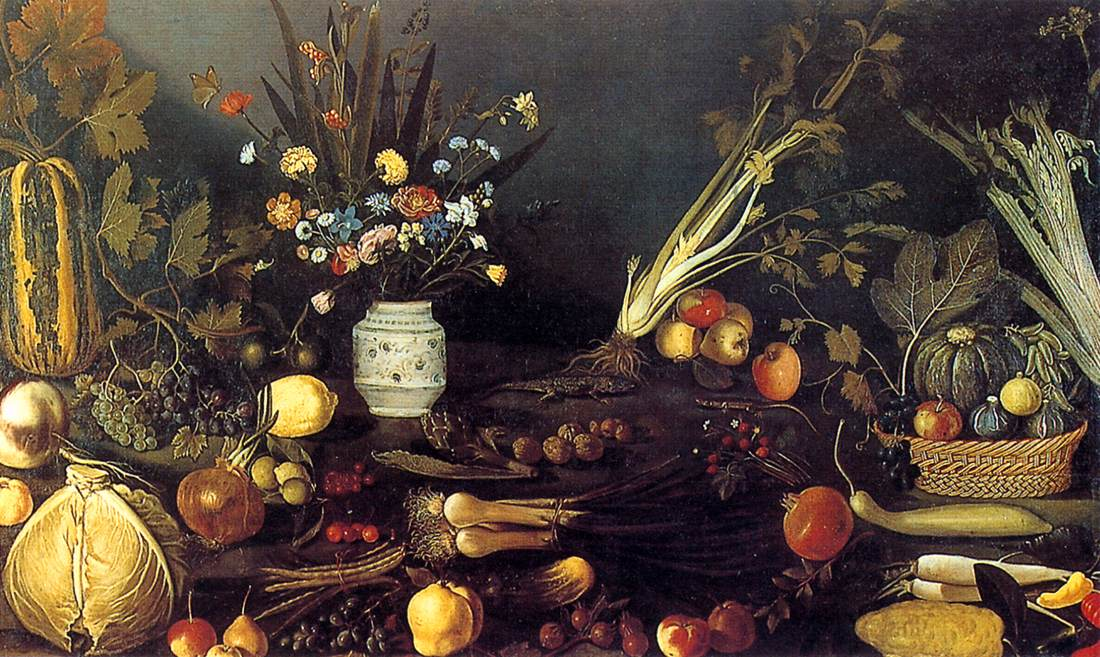
Bloemen, Fruit, Groenten en twee Hagedissen - Meester van Hartford
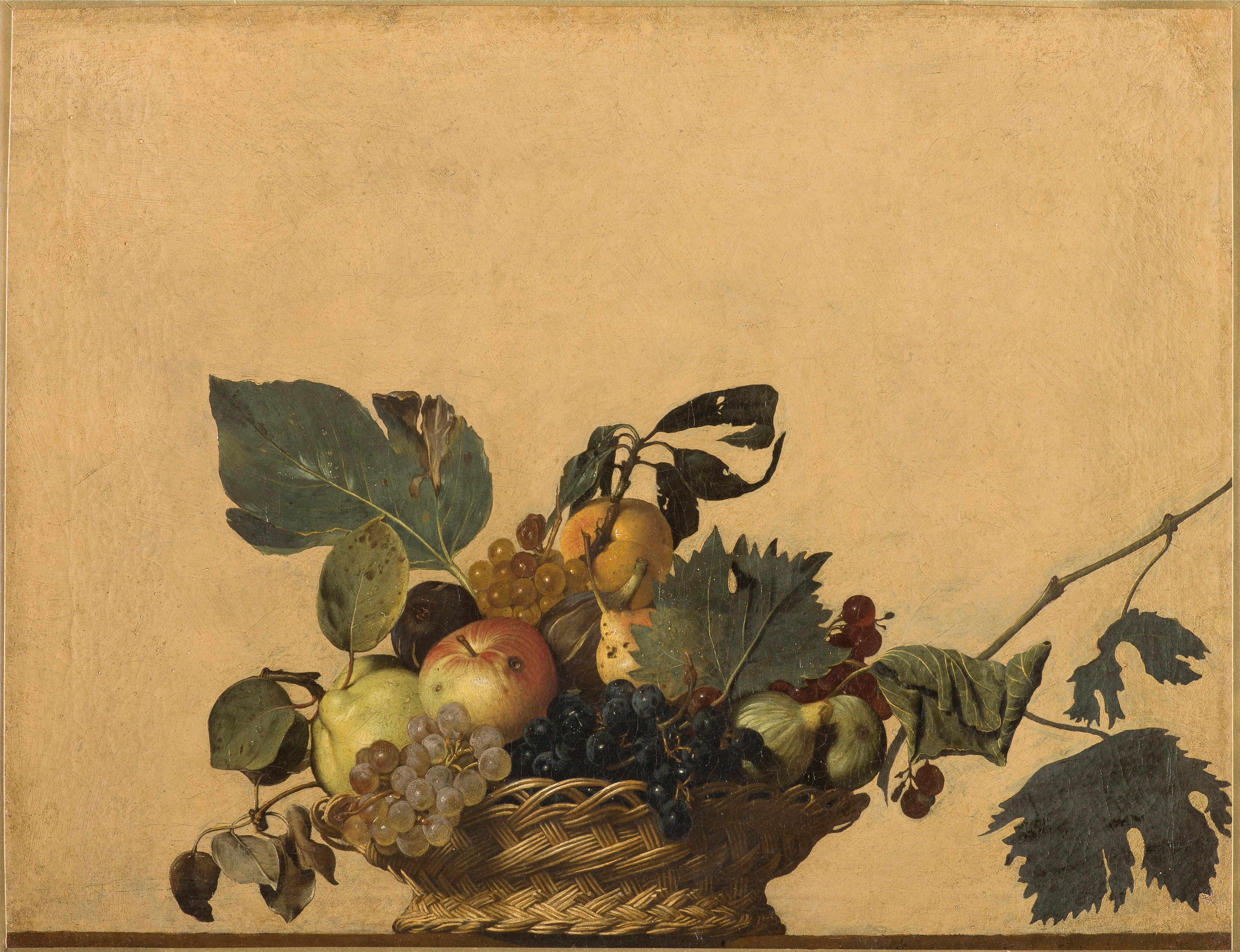
Fruitmand